# 나카무라 유스케
나카무라 유스케(일본어: 中村 友亮, 1986년 10월 6일 ~ )는 일본의 전 축구 선수이다.

## 구단 경력
과거 비셀 고베, FC 류큐에서 활동하였다.